# Никандров, Денис Владимирович
Дени́с Влади́мирович Никандров (род. 16 июля 1979) — российский юрист, до своего ареста по коррупционному делу Захария Калашова работал в должности первого заместителя руководителя Главного следственного управления Следственного комитета Российской Федерации по городу Москве. Стал известен с начала 2000-х годов, когда работал следователем по особо важным делам в прокуратуре Волгоградской области, а также в связи с коррупционным скандалом, началом которого послужила перестрелка на Рочдельской улице.

## Биография
В начале 2000-х годов вёл дела мэра Волгограда Евгения Ищенко и начальника областного ГУВД Михаила Цукрука, закончившимися их осуждением на небольшие сроки.
С 2008 года работал в главном следственном управлении Следственного комитета при прокуратуре РФ, где занимался делом о получении взяток экс-главой управления Дмитрием Довгием и бывшего главы отдела следственного управления Главной военной прокуратуры Андрея Сагуры, которые получили длительные сроки заключения.
В 2009 году участвовал в расследовании второго дела ЮКОСа.
В 2009—2010 годах Никандров расследовал широко освещавшееся в региональной прессе дело о злоупотреблениях в структурах государственной противопожарной службы Ямало-Ненецкого автономного округа, также известное как «дело ямальских пожарных», закончившееся реальными сроками для ряда сотрудников этой службы, в частности для полковника МЧC Александра Маслова; также проходившие по этому делу руководитель регионального УГПС Борис Герштейн и его супруга, предпринимательница Елена Шапиро, скрылись в Израиле
С 11 апреля 2011 года назначен старшим следователем по особо важным делам при председателе СК РФ Александре Бастрыкине в котором, среди прочих дел, вёл дело о мошенничестве директора Бюро по координации борьбы с оргпреступностью на территории государств СНГ Александра Бокова, осуждённого впоследствии на 9 лет лишения свободы. Тогда же возглавлял следственную группу по одному из самых резонансных коррупционных дел 2010-х годов в России делу о подмосковных казино, в результате чего вошёл в неразрешимое противоречие[прояснить] с высокопоставленным прокурором Виктором Гринем, прокуратура отмечала непроцессуальные действия Никандрова на некоторых этапах расследования. 14 июня 2012 года Никандрову присвоено специальное звание генерал-майора юстиции.
В 2013 году Никандров начал расследовать дело о махинациях с НДС в ИФНС № 28, некоторые его действия вызывали озабоченность прокуратуры, и в Рособоронпоставке.
В 2014 году Никандров расследовал, по крайней мере[стиль], на начальных его этапах, дело о хищениях при строительстве космодрома «Восточный»,. По итогам этого расследования 22 июня 2016 года один из руководителей компании «31-й Государственный проектный институт специального строительства Министерства обороны РФ» Сергей Островский был приговорен к пяти годам лишения свободы.
В 2016 году, указом президента России, Никандров был назначен Первым замглавы ГСУ СК РФ по Москве Александра Дрыманова, в этой должности он прославился тем, что, проработав менее трёх месяцев, был задержан по коррупционному делу авторитета Захария Калашова и, со своим сообщником Михаилом Максименко, отправлен в Лефортово. В 2018 году его руководитель Дрыманов напомнил, что Никандров был назначен на высокий пост не по его воле, а через «длинный путь согласований на самом высоком уровне, в том числе в администрации президента».
Летом 2018 года Мосгорсуд приговорил бывшего первого заместителя начальника столичного главка СК РФ Дениса Никандрова к 5,5 годам колонии строгого режима по делу о взятке, он был лишен специального звания генерал-майора юстиции.
Родился в семье рядовых служащих, есть брат, женат, имеет детей. 19 июля 2016 года в Лефортовском суде во время избрания ему меры пресечения 37-летний Никандров сообщил, что находится в стадии развода с супругой, в последние месяцы перед арестом проживал с сотрудницей СК РФ Анастасией Селивановой. Задержание Никандрова произошло за месяц до планируемой даты свадьбы с Селивановой, которая в итоге состоялась несколько позже — в 2016 году.

## Уголовное дело
В апреле 2016 года Денис Никандров был назначен первым заместителем руководителя Главного следственного управления СК РФ по Москве, в июле этого же года Никандров арестован Лефортовским районным судом Москвы по подозрению в получении взятки в особо крупном размере от вора в законе Захария Калашова (Шакро Молодой) по делу о перестрелке на Рочдельской улице за переквалификацию обвинения Андрею Кочуйкову с более тяжкой статьи 163 УК РФ (вымогательство) на более лёгкую ч. 2 ст. 330 УК РФ (самоуправство, совершённое с применением насилия). Сообщалось, что и прокуратура Москвы активно обвиняла Никандрова, однако, решение освободить Кочуйкова было одобрено руководством Моспрокуратуры, аналогично обличивший Никандрова руководитель управления СКР по ЦАО Алексей Крамаренко был впоследствии задержан по тому же делу, что и Никандров. Сам Никандров утверждал, что его арест стал реакцией недобросовестных сотрудников правоохранительных органов на его антикоррупционные расследования:

"Я считаю, что это месть Гриня за «дело подмосковных прокуроров», — сказал Никандров.— «Новая газета»,  12 сентября 2016
Так же возбуждение уголовного дела в отношении себя Никандров связал с местью ФСБ за отказ переквалифицировать дело экс-сотрудника КГБ Эдуарда Буданцева с убийства на превышение самообороны:

Мне мстят за то, что я отказался переквалифицировать дело в отношении Буданцева, который убил двух человек, со статьи 105 УК РФ на статью «превышение самообороны»— «РИА Новости», 12 сентября 2016
В первые дни после ареста Никандрова в СМИ появилась информация о якобы причастности Никандрова к деятельности черных риэлторов, однако в ходе следствия против Никандрова данная информация никоим образом не подтвердилась. Одна из якобы полученных преступным путем квартир находится на Батайском проезде в районе Марьино. Утверждается, что бывшего владельца этой квартиры нашли убитым в лесу. Впервые эту тему в СМИ поднял Александр Хинштейн в своей статье в «Московском комсомольце» от 06 сентября 2011 года. Также известно, что в период работы Никандрова над делом подмосковных прокуроров, в том же 2011 году, информация о его связи с черными риэлторами уже проверялась по личной инициативе Ю. Чайки и подтверждения своего не нашла.
6 октября 2016 года Мосгорсуд признал законным продление ареста заместителя руководителя главного следственного управления СКР по Москве генерала Дениса Никандрова. В дальнейшем срок содержания под стражей Никандрова и арестованных вместе с ним коллег продлевался неоднократно, в том числе после заключения сделки со следствием. Максименко прогнозировал результат признания Никандрова — сделка не приведет к изменению меры пресечения, начальник Никандрова Дрыманов вторил[стиль] — сотрудники ФСБ обманули генерала. «Сам себе с пола срок поднял» — сказал Дрыманов, комментируя признательные показания Никандрова, ранее Никандров однозначно заявил, что они с Дрымановым — протеже Максименко.
В 2018 году сообщалось, что Никандров и заместитель руководителя УСБ СК РФ Александр Ламонов, сына которого ФСБ угрожала привлечь к уголовной ответственности на оставшихся неясными для общественности основаниях, заключили сделку со следствием — их дело рассматривается в особом порядке. Прошедший полиграф и заключивший досудебное соглашение Никандров сообщил, что платил деньги одному из руководителей за содействие своему назначению на должность первого замглавы столичного главка СКР.
16 августа 2018 года Никандров приговорён Мосгорсудом к 5,5 года заключения в колонии строгого режима за получение особо крупной взятки с лишением его звания генерал-майора юстиции. 17 октября Верховный суд РФ понизил степень тяжести преступления до тяжкого и изменил место отбытия наказания с колонии строгого режима на общего режима, что дало основания просить об УДО уже в 2018 году.
24 мая 2019 года Тагилостроевский районный суд Нижнего Тагила принял решение освободить Дениса Никандрова из исправительной колонии № 13 условно-досрочно.

## Отзывы
«Денис Никандров — это один из самых известных российских следователей по особо важным делам» — утверждала «Российская газета», он стал знаменит еще в начале 2000-х годов, напомнила газета «Коммерсант». Исключительно положительные характеристики Никандрову дали знавшие его лично сотрудники правоохранительных органов, так бывший следователь по особо важным делам ГСУ СК РФ Андрей Гривцов оценил профессиональные качества Никандрова довольно высоко:

 Никандров всегда считался очень сильным следаком и дошел до должностей своими мозгами. Насчет денег не знаю, но лет 5 назад он ездил на метро. В любом случае он профессионал, поэтому слухи в прессе о якобы задержании с поличным в кабинете при получении денег выглядят для меня несколько странно. — Андрей Гривцов, "Московский комсомолец" № 27157 от 22 июля 2016
Скорее положительный отзыв о профессиональных качествах Никандрова дал также адвокат Максим Кичигин, до начала 2017 года работавший в ГСУ СК РФ следователем по особо важным делам::

Никандров стал требовать большей скрупулезности в расследованиях. Что бы ни говорили про него, но он грамотный специалист, требовал большего результата от работы, нужно было максимально выкладываться, и люди не выдерживали. После его задержания начались комплексные проверки на чистоту рядов, начали поднимать старые дела, вызывали, допрашивали. При том что потом никого ни в чем не заподозрили, ничего не выявили. — Адвокат коллегии «Карабанов и партнеры» Максим Кичигин, «Лента. ру»  от 22 августа 2017.
Экс-мэр Волгограда Евгений Ищенко: 

— Когда он занимался моим откровенно сфабрикованным делом, он его вёл без желания разобраться в подробностях. Он жёсткий карьерист — этим всё сказано. Он немало измывался над подследственными, не только надо мной. Я думаю, он сейчас посмотрит на эту репрессивную систему с обратной стороны и, может быть, что-то в жизни переосмыслит...  — Экс-мэр Волгограда о Никандрове, «Life.ru» от 19 июля 2016.
Отрицательную оценку Никандрову дал бывший глава ГСУ СК Дмитрий Довгий, что неудивительно, поскольку Никандров расследовал коррупционное дело Довгия:

 Я считаю, что Никандров — непрофессионал, крайне слабый следователь. Он не прошёл изначально хорошей подготовки, у него не было нужного опыта. Его взяли из глубинки, из Волгограда, и командировали в Москву специально под моё уголовное дело. — Экс-глава ГСУ СК Дмитрий Довгий, «Московский комсомолец» № 27163 от 29 июля 2016.
Многие обращали внимание на тяжелое эмоциональное состояние Никандрова в первые дни после ареста: «Никандров был в столь плачевном состоянии, что мог покончить с собой», говорили они. «Никандров нечасто пересекался с настоящими уголовниками и не слишком хорошо ориентировался в раскладах сил криминального мира», утверждали иные источники из правоохранительных органов. Государственный обвинитель, после оглашения приговора, сделал сообщение для СМИ в котором однозначно указал, что именно Никандров «фактически изобличил Максименко, рассказал о преступной роли Ламонова, Дрыманова и Крамаренко». «Особенно голосил Денис Никандров, чтобы ему принесли Библию» — писал глава Серпуховского района Александр Шестун из СИЗО, вспоминая об арестованных московских следователях — «Сдают друг друга, кто кого опередит, чтобы получить меньший срок, кричат по ночам», напротив, бывший генпрокурор России Юрий Скуратов указал на то, что подобное поведение стремящегося к УДО Никандрова является великолепным примером того, «как хорошо сотрудничать со следствием и давать признательные показания», однако, сам Скуратов сожалел о собственном согласии с предъявленным ему обвинением, приведшем к отставке, а потом опроверг его. Сам Никандров сообщил, что «80 процентов друзей и приятелей отпали в первые месяцы, еще десять — в течение года», вместе с тем он женился в СИЗО.
Художественное видение Никандрова озвучил актер Станислав Садальский, который, как оказалось, приятельствовал с Дрымановым:

Он назвал офицера «честным следаком», а его бывшего первого зама Дениса Никандрова, в прошлом году осужденного за коррупцию, — «первостатейным вором». «Саша [Дрыманов] как-то пришел с [Никандровым] в ресторан, я ему сказал: встань и выйди отсюда. По лицу было видно, что взяточник. Всегда говорил: Саша, не дружи с ним», — вспоминал артист в холле суда.— «Обмывание вместо отмывания», «РБК», 2019.